# Eilema incurvata
Eilema incurvata är en fjärilsart som beskrevs av Alfred Ernest Wileman och West 1928. Eilema incurvata ingår i släktet Eilema och familjen björnspinnare. Inga underarter finns listade i Catalogue of Life.